# Eiras (Chaves)
Eiras era una freguesia portuguesa del municipio de Chaves, distrito de Vila Real.

## Otras denominaciones
La freguesia también es conocida por el nombre de Santa Maria de Moreiras do Vale.

## Organización territorial
La freguesia estaba constituida por las poblaciones de Eiras, Castelo y São Lourenço. La primera ocupa parte de  la fértil vega de Chaves, en la margen izquierda del río Támega, a solo 4 km de la ciudad capital del concelho; los otros dos núcleos de población se asientan ya en las estribaciones de la sierra del Brunheiro.

## Historia
Fue suprimida el 28 de enero de 2013, en aplicación de una resolución de la Asamblea de la República portuguesa promulgada el 16 de enero de 2013 al unirse con las freguesias de Cela y São Julião de Montenegro, formando la nueva freguesia de Eiras, São Julião de Montenegro e Cela.

## Patrimonio
En su patrimonio destacan la iglesia matriz románica; el original crucero, fechado en 1650, con los brazos rematados en forma de flor de lis, y la capilla de N.ª Sra. de la Concepción, muy deteriorada pero con una bella ventana de estilo manuelino.